# Чернякова, Галина Михайловна
Галина Михайловна Чернякова (6 марта 1931 — 14 мая 2024) — советский педагог, с 1962 по 1990 годы — директор Ленинградского Дворца пионеров.
Во время блокады Ленинграда Галина Михайловна с матерью и младшим братом уезжала к тёте в Арзамас, в августе 1945 года вернулась в город. Училась в 275-й школе и возглавила в ней совет дружины, затем поступила в Герценовский институт, подрабатывая старшей вожатой в расположенной напротив школе. Через год работы вожатой Галина Михайловна попала в райком комсомола, спустя время её избрали секретарём городского и областного комитета по школам.
В 1961—1962 годах была ответственным редактором журнала «Костёр».
Благодаря её действиям был открыт лагерь «Зеркальный», создан Театрально-концертный комплекс «Карнавал» (и в целом значительно, в 2,5 раза, расширена территория подведомственного ей учреждения), построено парусное судно «Юный балтиец». С её деятельностью связано открытие монумента «Цветок Жизни», открытие станции «Пионерская», создание Дня внешкольника, организация «Алых парусов», одобрение строительства бассейна на Фонтанке, вахты памяти на «Дороге жизни», серия сборников «РОСТ: Ребёнок. Общество. Семья. Творчество».
Среди наград Галины Михайловны — Премия Ленинского комсомола, медаль «За трудовую доблесть», орден «Знак Почёта», Серебряная медаль ВДНХ СССР, нагрудные значки «Отличник народного просвещения РСФСР» и «Отличник просвещения СССР», орден «Октябрьской революции», почётное звание «Заслуженный работник культуры РСФСР», Почётный знак «За заслуги перед Санкт‑Петербургом», а также прочие благодарности и грамоты.